# Caux Seine agglo
Pour les articles homonymes, voir Caux (homonymie).
Caux Seine agglo créé en 2007 sous le statut de communauté de communes  dans le département français de la Seine-Maritime et la région Normandie et transformée en 2016 en communauté d'agglomération. 

## Historique
- 12 avril 2006 : réunion des maires et conseillers municipaux en vue de regrouper les Communautés de communes de Caudebec-en-Caux-Brotonne, de Port-Jérôme et du canton de Bolbec en une seule communauté qui regrouperait 47 communes.
- Mars 2007 : les trois communautés de communes votent favorablement la fusion.
- 18 juin 2007 : le conseil municipal de Saint-Wandrille-Rançon s'oppose à l'adhésion de la commune à la future Communauté de communes Caux vallée de Seine.
- 30 juillet 2007 : le conseil municipal de Saint-Wandrille-Rançon émet le souhait d'adhérer à la Communauté de communes du Trait-Yainville.
- 1er octobre 2007 : signature par le préfet de l'arrêté de création de la communauté de communes Caux vallée de Seine[1].
- 1er janvier 2008 : mise en place de la communauté de communes Caux vallée de Seine.
- 1er janvier 2016 : création des communes nouvelles de : 
  - Port-Jérôme-sur-Seine par la fusion des quatre anciennes communes d'Auberville-la-Campagne, de Notre-Dame-de-Gravenchon, de Touffreville-la-Cable et de Triquerville,
  - Arelaune-en-Seine par la fusion de La Mailleraye-sur-Seine et de Saint-Nicolas-de-Bliquetuit,
  - Rives-en-Seine, par la fusion de  Caudebec-en-Caux, Saint-Wandrille-Rançon et Villequier.
- 1er janvier 2016 : transformation de la communauté de communes en communauté d'agglomération[2].
- 1er janvier 2017 : 9 communes de la communauté de communes Cœur de Caux rejoignent Caux Seine agglo[3], compte tenu de la création, à la même date, de la commune nouvelle de Terres-de-Caux, regroupant les anciennes communes d'Auzouville-Auberbosc, de Bennetot, de Bermonville, de Fauville-en-Caux, de Ricarville, de Saint-Pierre-Lavis et de Sainte-Marguerite-sur-Fauville.
- 24 novembre 2017 : L'intercommunalité prend le nom de Caux Seine Agglo et modifie ses compétences'[4].
- 9 janvier 2019 : modification des compétences[5].

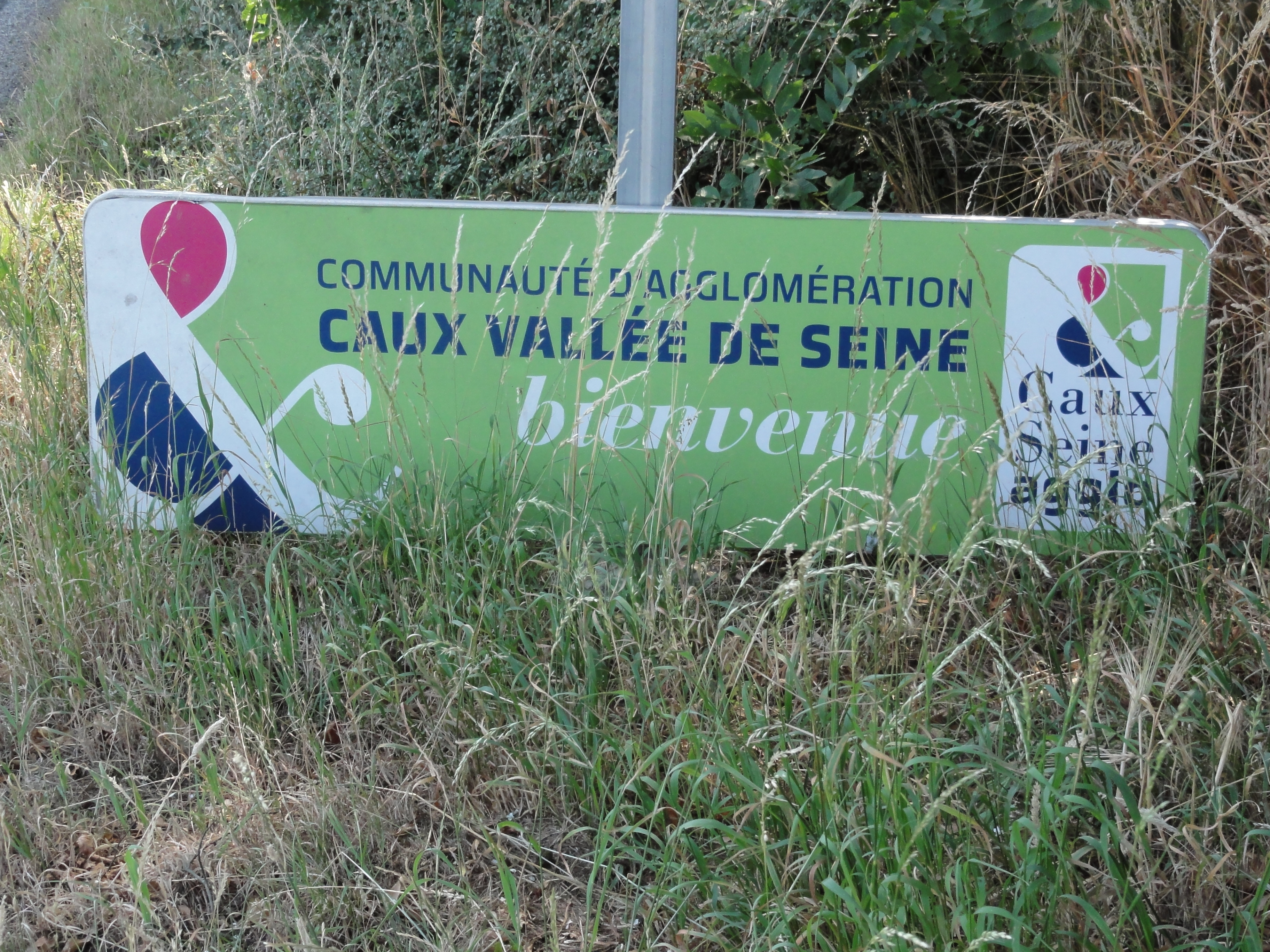
Panneau historique de la Communauté d'Agglomération Caux Vallée de Seine, dénomination éphémère en 2015-2017 de l'intercommunalité.

## Territoire communautaire

### Géographie
Caux Seine agglo est 3e acteur intercommunal du département de Seine-Maritime par le poids de sa population et se situe comme un pôle d'équilibre entre Le Havre Seine Métropole et la métropole Rouen Normandie, sur un axe Seine en plein développement. Son territoire, d’une superficie de 575 km2, s’organise autour d’une zone urbaine et industrielle, située le long de la vallée du Commerce, et d'une zone plus rurale et touristique, à l’est du territoire et sur le plateau de Caux..

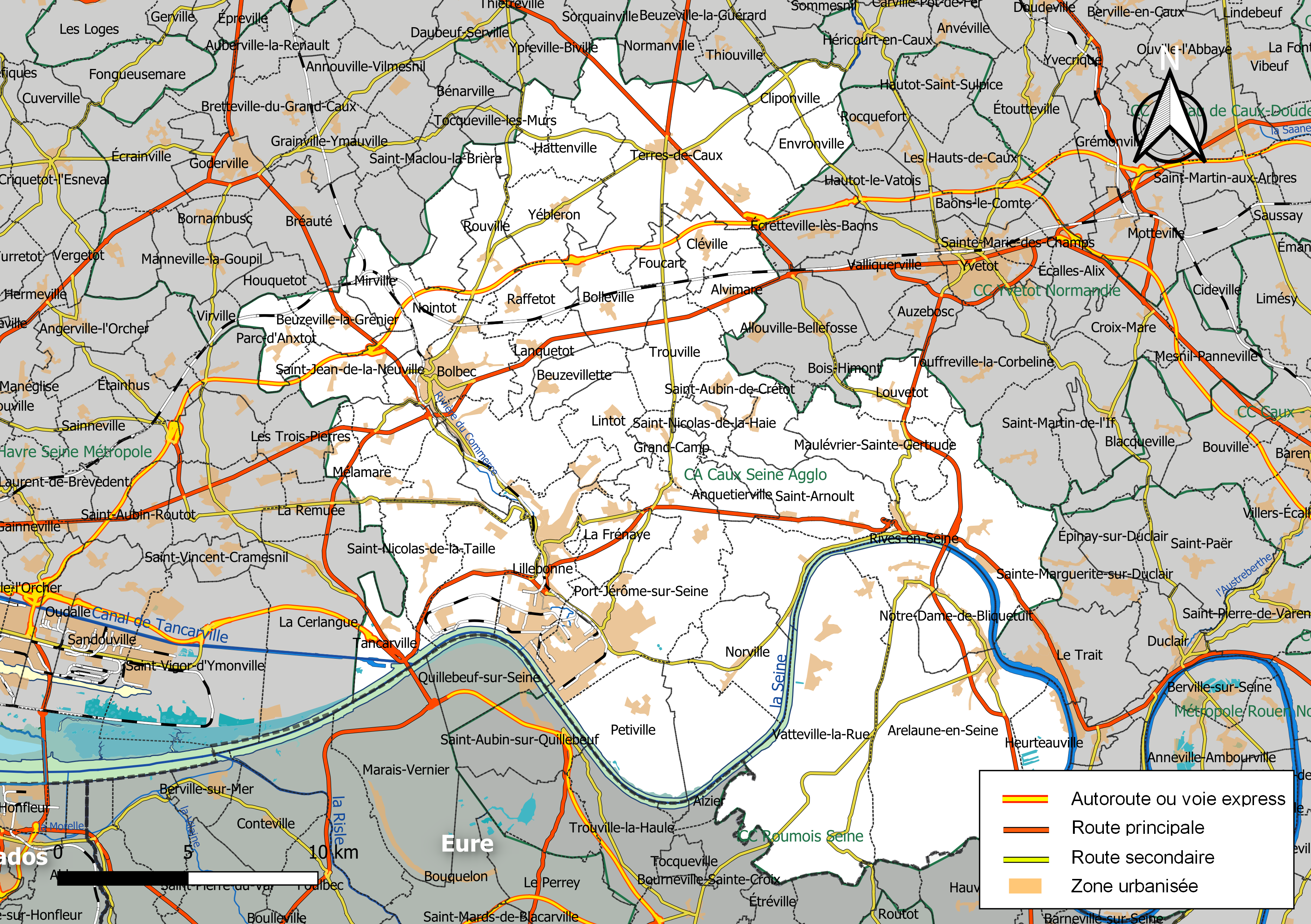
Carte de l'intercommunalité caux Seine Agglo au 1er janvier 2019.

### Composition
En 2020, la communauté d'agglomération Caux Seine agglo est composée des 50 communes suivantes, dont les 4 communes nouvelles, issues des fusions : 
- de La Mailleraye-sur-Seine et de Saint-Nicolas-de-Bliquetuit, formant, le 1er janvier 2016, la commune nouvelle de Arelaune-en-Seine ;
- d'Auberville-la-Campagne, de Notre-Dame-de-Gravenchon, de Touffreville-la-Cable et de Triquerville formant, le 1er janvier 2016, la commune nouvelle de Port-Jérôme-sur-Seine ;
- de Caudebec-en-Caux, de Saint-Wandrille-Rançon et de Villequier, formant, le 1er janvier 2016, la commune nouvelle de Rives-en-Seine ;
- d'Auzouville-Auberbosc, de Bennetot, de Bermonville, de Fauville-en-Caux, de Ricarville, de Saint-Pierre-Lavis et de Sainte-Marguerite-sur-Fauville, formant, le 1er janvier 2017, la commune nouvelle de Terres-de-Caux[1].

La communauté d'agglomération est composée des 50 communes suivantes :

| Nom                        | Code Insee | Gentilé          | Superficie (km2) | Population (dernière pop. légale) | Densité (hab./km2) |
| -------------------------- | ---------- | ---------------- | ---------------- | --------------------------------- | ------------------ |
| Lillebonne (siège)         | 76384      | Lillebonnais     | 14,66            | 8 708 (2022)                      | 594                |
| Alvimare                   | 76002      | Alvimarais       | 6,73             | 595 (2022)                        | 88                 |
| Anquetierville             | 76022      | Anquetiervillais | 4,08             | 329 (2022)                        | 81                 |
| Arelaune-en-Seine          | 76401      | Arelaunais       | 53,81            | 2 500 (2022)                      | 46                 |
| Bernières                  | 76082      | Bernièrois       | 6,63             | 638 (2022)                        | 96                 |
| Beuzeville-la-Grenier      | 76090      | Beuzevillais     | 6,19             | 1 216 (2022)                      | 196                |
| Beuzevillette              | 76092      | Beuzevillettais  | 5,63             | 612 (2022)                        | 109                |
| Bolbec                     | 76114      | Bolbécais        | 12,24            | 11 618 (2022)                     | 949                |
| Bolleville                 | 76115      | Bollevillais     | 9,73             | 590 (2022)                        | 61                 |
| Cléville                   | 76181      | Clévillais       | 5,47             | 139 (2022)                        | 25                 |
| Cliponville                | 76182      | Cliponvillais    | 7,28             | 247 (2022)                        | 34                 |
| Envronville                | 76236      | Envronvillais    | 6,22             | 361 (2022)                        | 58                 |
| Foucart                    | 76279      | Foucartais       | 4,28             | 339 (2022)                        | 79                 |
| La Frénaye                 | 76281      | Frenaysiens      | 10,02            | 2 079 (2022)                      | 207                |
| Grand-Camp                 | 76318      | Grand-Campois    | 4,91             | 763 (2022)                        | 155                |
| Gruchet-le-Valasse         | 76329      | Gruchetains      | 14,2             | 3 026 (2022)                      | 213                |
| Hattenville                | 76342      | Hattenvillais    | 9,32             | 707 (2022)                        | 76                 |
| Heurteauville              | 76362      | Heurteauvillais  | 7,26             | 287 (2022)                        | 40                 |
| Lanquetot                  | 76382      | Lanquetotais     | 5,09             | 1 147 (2022)                      | 225                |
| Lintot                     | 76388      | Lintotais        | 8                | 479 (2022)                        | 60                 |
| Louvetot                   | 76398      | Louvetotais      | 7,37             | 775 (2022)                        | 105                |
| Maulévrier-Sainte-Gertrude | 76418      | Maléporariens    | 14,16            | 1 052 (2022)                      | 74                 |
| Mélamare                   | 76421      | Mélamarais       | 6,35             | 932 (2022)                        | 147                |
| Mirville                   | 76439      | Mirvillais       | 5,42             | 354 (2022)                        | 65                 |
| Nointot                    | 76468      | Nointotais       | 6                | 1 369 (2022)                      | 228                |
| Norville                   | 76471      | Norvillais       | 11,69            | 996 (2022)                        | 85                 |
| Notre-Dame-de-Bliquetuit   | 76473      | Bliquetuitais    | 9,78             | 824 (2022)                        | 84                 |
| Parc-d'Anxtot              | 76494      | Parc-d'Anxtotais | 5,83             | 579 (2022)                        | 99                 |
| Petiville                  | 76499      | Petivillais      | 16,74            | 1 179 (2022)                      | 70                 |
| Port-Jérôme-sur-Seine      | 76476      |                  | 30,5             | 10 392 (2022)                     | 341                |
| Raffetot                   | 76518      | Raffetotais      | 6,85             | 502 (2022)                        | 73                 |
| Rives-en-Seine             | 76164      |                  | 34,14            | 4 044 (2022)                      | 118                |
| Rouville                   | 76543      | Rouvillais       | 9,55             | 612 (2022)                        | 64                 |
| Saint-Antoine-la-Forêt     | 76556      | Saint-Antoinais  | 6,44             | 1 101 (2022)                      | 171                |
| Saint-Arnoult              | 76557      | Saint-Arnoultais | 13,86            | 1 459 (2022)                      | 105                |
| Saint-Aubin-de-Crétot      | 76559      | Saint-aubinois   | 4,73             | 518 (2022)                        | 110                |
| Saint-Eustache-la-Forêt    | 76576      | Saint-Eustachais | 6,59             | 1 213 (2022)                      | 184                |
| Saint-Gilles-de-Crétot     | 76585      | Saint-Gillois    | 6,02             | 387 (2022)                        | 64                 |
| Saint-Jean-de-Folleville   | 76592      | Follevillais     | 13,73            | 798 (2022)                        | 58                 |
| Saint-Jean-de-la-Neuville  | 76593      | Saint-Jeannais   | 7,93             | 664 (2022)                        | 84                 |
| Saint-Maurice-d'Ételan     | 76622      | Saint-Mauriçais  | 14,24            | 288 (2022)                        | 20                 |
| Saint-Nicolas-de-la-Haie   | 76626      | Nicolaysiens     | 3,15             | 408 (2022)                        | 130                |
| Saint-Nicolas-de-la-Taille | 76627      | Scolatissiens    | 9,25             | 1 634 (2022)                      | 177                |
| Tancarville                | 76684      | Tancarvillais    | 7,42             | 1 226 (2022)                      | 165                |
| Terres-de-Caux             | 76258      |                  | 38,01            | 4 247 (2022)                      | 112                |
| Trémauville                | 76710      | Trémauvillois    | 2,8              | 100 (2022)                        | 36                 |
| La Trinité-du-Mont         | 76712      | Montois          | 2,06             | 917 (2022)                        | 445                |
| Trouville                  | 76715      | Trouvillais      | 10,38            | 617 (2022)                        | 59                 |
| Vatteville-la-Rue          | 76727      | Vattevillais     | 51,14            | 1 118 (2022)                      | 22                 |
| Yébleron                   | 76751      | Yébleronnais     | 10,39            | 1 283 (2022)                      | 123                |

### Démographie
| 1968   | 1975   | 1982   | 1990   | 1999   | 2006   | 2011   | 2016   | 2022   |
| ------ | ------ | ------ | ------ | ------ | ------ | ------ | ------ | ------ |
| 59 464 | 64 453 | 68 874 | 72 304 | 73 255 | 74 590 | 75 790 | 77 114 | 77 968 |

## Administration

### Siège
Le siège de la communauté d'agglomération est situé à Lillebonne, maison de l'Intercommunalité, Allée du Catillon.

### Élus
La communauté d'agglomération est administrée par son conseil communautaire, composé, pour la mandature 2020-2026, de 85 conseillers municipaux représentant chacune des  communes membres et répartis en fonction de leur population de la manière suivante :
| Nombre de conseillers | Communes                       |
| --------------------- | ------------------------------ |
| 11                    | Bolbec                         |
| 9                     | Port-Jérôme-sur-Seine          |
| 8                     | Lillebonne                     |
| 4                     | Rives-en-Seine, Terres-de-Caux |
| 3                     | Gruchet-le-Valasse             |
| 2                     | Arelaune-en-Seine, La Frénaye  |
| 1 (+1 suppléant)      | les 42 autres communes         |

Au terme des élections municipales de 2020 dans la Seine-Maritime, le conseil communautaire reconstitué  du 15 décembre 2020 a élu sa nouvelle présidente, Virginie Carolo-Lutrot, maire de la commune nouvelle de Port-Jérôme-sur-Seine, ainsi que, le 21 juillet 2020, ses 15 vice-présidents, qui sont, : 
1. Dominique Metot, élu de Bolbec, chargé des finances ;
2. Pascal Szalek, élu de Lillebonne, chargé des musées et du patrimoine ;
3. Stéphane Cavelier, élu de Terres-de-Caux, chargé des équipements aquatiques et de l'éducation sportive ;
4. Hélène Briffault, élue de Port-Jérôme-sur-Seine, chargée de la prévention des risques ;
5. Didier Peralta, maire de Gruchet-le-Valasse, délégué aux transitions ;
6. Hubert Lecarpentier, maire de Saint-Eustache-la-Forêt, chargé des ressources humaines, du foncier et du cycle naturel de l'eau ;
7. Bastien Coriton, maire de Rives-en-Seine, chargé du tourisme ;
8. Patrick Pesquet, maire de Saint-Jean-de-Folleville, chargé de l'urbanisme et de l'aménagement ;
9. Christophe Doré, maire de Bolbec, chargé des médiathèques et du numérique ;
10. Chantal Courcot, maire de Nointot, chargée de l'accompagnement et des solidarités ;
11. Kamel Belghachem, conseiller communautaire de Lillebonne, chargé des mobilités ;
12. Marc Beauchemin, maire de Rouville, chargé de la commande publique et l'évaluation des politiques publiques ;
13. Frédérick Denize, maire de Trémauville, chargé de l'économie circulaire et la rudologie
14. Fabienne Duparc, maire de Notre-Dame-de-Bliquetuit, chargée des enseignements artistiques ;
15. Gilles Amat, maire de Saint-Nicolas-de-La-Haye, chargé des réseaux.

La présidente, les 15 vice-présidents et 6 conseillers communautaires délégués forment le bureau de l'intercommunalité pour la mandature 2020-2026.

### Liste des présidents
| Période                                  | Période                         | Identité               | Étiquette | Qualité |
| ---------------------------------------- | ------------------------------- | ---------------------- | --------- | --- |
| Les données manquantes sont à compléter. |                                 |                        |           | |
|                                          | juillet 2020                    | Jean-Claude Weiss      | DVD       | Kinésithérapeuthe Maire de Notre-Dame-de-Gravenchon (1983-2014) |
| juillet 2020                             | En cours (au 29 septembre 2020) | Virginie Carolo-Lutrot | DVD       | Maire de la commune nouvelle de Port-Jérôme-sur-Seine (2016→ ) Maire de Notre-Dame-de-Gravenchon (2014 → 2015) Vice-présidente de l'AURH (2020 → ) Vice-présidente du Pôle métropolitain de l’estuaire de la Seine (2020 → ) |

### Compétences
La communauté d'agglomération exerce les compétences qui lui ont été transférées par les communes membres, dans les conditions déterminées par le code général des collectivités territoriales. Il s'agit de : 
- Développement économique :  parcs d'activités et des zones industrielles, accompagnement des implantations industrielles, création d'ateliers-relais pour l'accueil des entreprises, aide financière aux investissements et aide au développement des nouvelles technologies de communication : haut débit et très haut débit ;
- Aménagement du territoire : Élaboration d'une charte intercommunale de développement et d'aménagement, politique de protection des sites naturels, schéma d'aménagement de développement durable avec le Parc naturel et développement durable des boucles de la Seine normande ;
- Logement et cadre de vie : mise en œuvre des outils de programmation et d'études dans les domaines de l'habitat (Programme local de l'habitat (PLH), opération programmée d'amélioration de l'habitat (OPAH), Programme d'intérêt général (PIG) ou tout document s'y substituant), contribution au développement et à la diversification de l'offre de logements, y compris le logement social, avec une recherche de qualité paysagère et urbaine (parc locatif aidé, accession à la propriété) et contribuer à l'amélioration du parc existant ;
- Culture et sport : enseignements artistiques sur l'ensemble du territoire de la communauté d'agglomération, Conservatoire Caux Seine agglo, centre médico-sportif, piscines intercommunales, travaux de nouvelles écoles et bâtiments à vocation scolaire, construction d'équipements sportifs d'intérêt communautaire, médiathèques et bibliothèques de Notre-Dame-de-Gravenchon, Bolbec, Lillebonne et Caudebec-en-Caux, animation sportive pour les clubs sportifs de dimension communautaires ;
- Tourisme : développement du tourisme et promotion des acteurs touristiques du territoire, office de tourisme communautaire, Abbaye du Valasse, musée gallo-romain et du musée du Mesnil à Lillebonne et de MuséoSeine à Caudebec-en Caux ;
- Transport :  transport scolaire des élèves du 1er degré dans le cadre de sorties pédagogiques (piscines intercommunales, et Conservatoire Caux Seine agglo), transport scolaire des élèves du 2d degré et des élèves des classes d'Intégration scolaire, par délégation du département, participation financière aux frais de transport scolaire restant à la charge des familles, services souples de transports routiers non urbains de personnes, par délégation du département ;
- Services à la population : actions éducatives d'incitation à la pratique du sport, aide aux personnes âgées (incitation au maintien à domicile, mise en place d'un CLIC gérontologique, adaptation et développement d'hébergements), facilitation de l'accès aux services publics par la mise en place de maisons des services publics et la mise en place et la gestion d'un point d'accès aux droits, participation à des actions de promotion de la santé, création et gestion d'espaces publics numériques, formation et insertion, politique de l'emploi, de la formation et de l'insertion, maison des compétences.
- Voirie : voies communales et d'intérêt communautaire ouverte à la circulation automobile publique (ensemble des vois communales revêtues ainsi que les trottoirs le long des routes départementales), chemins pédestres référencés au plan départemental et des voies cyclables transcommunales, bâtiments à vocation communautaire ;
- Sécurité publique : Élaboration d'un plan intercommunal de sauvegarde, maintenance des sirènes de plan particulier d'intervention (PPI). Pilotage de la mise en place d'un nouveau réseau de sirènes PPI, assistance et conseil aux communes pour l'élaboration de documents réglementaires et l'information sur les risques majeurs, organisation de l'accueil des animaux domestiques errants, sites communautaires nécessaires à l'accueil des gens du voyage.

### Régime fiscal et budget
La communauté d'agglomération est un établissement public de coopération intercommunale à fiscalité propre.
Afin de financer l'exercice de ses compétences, l'intercommunalité perçoit, comme toutes les communautés d'agglomération, la fiscalité professionnelle unique (FPU) – qui a succédé à la taxe professionnelle unique (TPU) – et assure une péréquation de ressources.
Elle ne verse pas de dotation de solidarité communautaire (DSC) à ses communes membres.

## Projets et réalisations
Conformément aux dispositions légales, une communauté d'agglomération a pour objet d'associer « au sein d'un espace de solidarité, en vue d'élaborer et conduire ensemble un projet commun de développement urbain et d'aménagement de leur territoire ».

### Projets
Le Contrat de territoire Caux Seine agglo 2018-2021 (Extraits)
« Caux Seine agglo est un territoire disposant d’atouts tels que sa situation géographique sur l’axe Paris-Rouen-Le Havre, bien desservi par le réseau routier, son offre culturelle et touristique, un bassin d’emploi de grande envergure où l’industrie est fortement représentée et spécialisée dans la raffinerie, l’industrie chimique, pharmaceutique et aéronautique, ainsi que des zones rurales aux paysages préservés.
Caux Seine agglo bénéficie également d’un potentiel de développement économique et touristique important, mais la compétitivité du territoire exige une dynamique et une stratégie soutenues de l’ensemble des acteurs économiques locaux.
Le contrat de territoire Caux Seine agglo 2018-2021 est un outil de planification et de programmation des investissements. Il traduit un engagement collectif pour assurer aux concitoyens une qualité de vie et un accès à des services adaptés.
La stratégie du contrat s’appuie sur 4 enjeux :
I. Le développement économique visant à :
- Maintenir et soutenir l’activité existante
- Captiver celle générée par l’axe Seine
- Diversifier et moderniser le tissu économique
- Favoriser les conditions d’implantation et de création d’activités sur le territoire
- Enrayer l’affaiblissement des pôles urbains du territoire et en luttant contre l’étalement urbain
- Développer les nouvelles technologies de la communication
- Gérer la politique locale du commerce et soutenir les activités commerciales
- Créer un guichet de proximité pour tous les acteurs économiques.

II. L’attractivité du territoire visant à :
- Valoriser les richesses patrimoniales
- Développer la culture, la création, la mise en valeur du patrimoine et de l’économie du tourisme
- Redynamiser la démographie et générer des retombées économiques
- Valoriser un savoir-faire d’excellence, de l’industrie et de l’artisanat en faisant le lien entre techniques traditionnelles et création/innovation
- Mettre en avant l’histoire du territoire, de la vallée du Commerce
- Participer au financement de travaux de construction et de rénovation d’infrastructures touristiques
- Développer sa capacité d’accueil économique, touristique et résidentielle

III. L’aménagement du territoire visant à :
- Contribuer à la protection de l’environnement en développant des activités économiques productives axées sur l’économie circulaire, la transition énergétique et l’agriculture biologique
- Préserver les ressources naturelles
- Favoriser le renouvellement urbain
- Soutenir une politique environnementale ambitieuse
- Préserver un cadre de vie agréable

IV. Les services à la population visant à :
- Renforcer la présence et la qualité de services publics et d’équipements sur le territoire
- Favoriser l’insertion sociale et professionnelle de personnes éloignées de l’emploi par le développement des activités d’économie sociale et solidaire
- Favoriser l’accueil de population
- Développer une multitude de services performants et accessibles pour l’épanouissement de tous »